# Croix de fer (Belgique)
Ne doit pas être confondu avec Croix de fer.
Pour les articles homonymes, voir Croix de fer (homonymie).
La croix de fer est une décoration belge, instaurée par la loi du 8 octobre 1833 pour récompenser les combattants de la révolution belge. Plus précisément, elle récompensait « les membres du gouvernement provisoire, et les autres citoyens qui, entre le 25 août 1830 et le 4 février 1831, ont été blessés ou ont fait preuve d'une bravoure éclatante, dans les combats soutenus pour l'indépendance nationale, ou ont rendu des services signalés au pays ». Elle vise donc tout particulièrement les hommes politiques et les volontaires des corps francs s'étant joints à l'insurrection qui a mené à l'indépendance de la Belgique du Royaume uni des Pays-Bas le 4 octobre 1830 puis à la guerre belgo-néerlandaise.
Elles fait partie des « Récompenses Nationales » décernées, au même titre que les drapeaux d'Honneur de 1830. Afin de corriger les oublis des personnes s'étant impliquées lors de la révolution mais n'ayant pas été reprises dans la liste des récipiendaires de la Croix de Fer, l'octroi d'une croix commémorative des volontaires de 1830 a été décidé par un arrêté royal datant du 20 avril 1878.

## Contexte
Dès 1831, l'idée d'octroyer des « Récompenses Nationales » est envisagée par le Congrès national. Une commission est créée en ce sens le 15 juin 1831 et nommée « Commission des Récompenses Nationales », présidée par Alexandre Gendebien. Elle commence tout d'abord par sélectionner cent communes récipiendaires des Drapeaux d'Honneur de 1830 qui leur sont décernés le 27 septembre 1832, à Bruxelles. Ensuite, l'arrêté royal du 30 décembre 1833 précise 

## Présentation
Elle comportait deux classes. La première classe était destinée aux mutilés, aux blessés ayant repris le combat et aux combattants ayant accompli un acte de bravoure. La décoration de première classe était une croix de fer à quatre branches, avec un écusson portant le lion belge en or, entouré d'un cercle en or et sur le revers « 1830 ». La seconde classe était destinée à tous les combattants blessés au combat. Il s'agissait d'une médaille en fer portant d'un côté le lion belge avec en exergue « Aux défenseurs de la patrie » et de l'autre côté neuf écussons aux armes des neuf provinces belges. Au centre des écussons se trouvait un soleil et les mentions « 1830 » et « indépendance de Belgique ». La forme des décorations a été fixée par l'arrêté royal du 30 décembre 1833, modifié par l'arrêté du 22 août 1834.
L'arrêté royal du 22 juillet 1835 supprima la décoration de seconde classe et tous les récipiendaires de la croix de fer furent autorisés à porter la décoration de première classe. À cette date, il y avait 1 635 décorés. En 1837 fut fondée la Société centrale des combattants volontaires décorés de la croix de fer.
À partir de 1842, les personnes décorées de la croix de fer qui se trouvaient dans le besoin eurent droit à une pension de 100 francs. En 1855, cette pension passa à 250 francs. La loi du 27 mai 1857 accordait une bonification de dix ans de service supplémentaires aux officiers et fonctionnaires porteurs de la croix de fer. En 1858, la loi sur le budget accorda une allocation aux veuves et aux orphelins des décorés décédés.
En 1860, il restait 463 décorés vivants et 210 veuves.

## Liste de titulaires de la croix de fer
La liste suivante reprend certains des récipiendaires les plus illustres de la Croix de fer et est non-exhaustive.
- Lactance Allard, né le 12 juin 1779 à Tournai et mort le 29 septembre 1844 à Tournai, est un avocat et homme politique belge, membre du Congrès national.
- Pierre Bols Wittouck[3],[4], « imprimeur typographe, à Bruxelles, dès le 26 août et pendant les journées de septembre 1830, il imprima toutes les proclamations tendant à appeler la population aux armes et à propager le mouvement national[5] ».
- Auguste de Behault du Carmois (nl), harcela l’ennemi à la tête de 200 volontaires réunis par ses soins, et prit une part active à tous les combats livrés sur la ligne de Louvain à Anvers[6].
- Mathieu Brialmont né le 17 février 1789 à Seraing et mort le 15 avril 1885 à Anvers était un militaire, un volontaire de 1830 et un homme politique belge.
- Comte Emile d'Oultremont
- Laurent-François Dethier né le 14 octobre 1757 à Spixhe et mort le 2 juillet 1843 à Theux.
- Joseph-Émile Lequime, docteur en médecine, présent et soignant les blessés rue de Flandre lors des combats de 1830.
- Pierre-Joseph Meeûs-Van der Maelen[7], bourgmestre de Neder-Over-Heembeek en 1830[8]
- Pierre-Corneille Schavye, "major" et relieur d'art, décoré le 2 avril 1835.
- François Van Campenhout, compositeur de l'hymne national La Brabançonne.
- Baron Louis de Schiervel, deuxième président du Sénat[9]
- Jean-Ignace Thienpont, né le 7 octobre 1774 à Etikhove et mort le 26 septembre 1863 à Audenarde, magistrat et homme politique belge.
- Pierre-Antoine Verwilghen, né le 20 mai 1796 à Saint-Nicolas-Waes, membre du Congrès National, et de la Chambre des Représentants.
- Comte Charles Vilain XIIII, député au Congrès, dès l’origine de cette assemblée[10]
- Vicomte Hippolyte Vilain XIIII[11]
- Comte Philippe Vilain XIIII, membre du Congrès national (1831) puis du Sénat[12].
- Baron Adolphe de Vrière
- Baron Charles Coppens (1796-1874), lieutenant-colonel commandant en chef de la Garde civique de Gand. Reçu le 2 avril 1835[13].
- Baron Frans de Loë-Imstenraedt (nl) (1789-1838), premier gouverneur belge de la province de Limbourg en 1830.
- Barthélémy Dumortier

## Hommages
- Une rue de Bruxelles porte le nom de rue de la Croix de Fer.